# Cifellilestes
Cifellilestes — рід ранніх ссавців з пізньої юрської формації Моррісон у Північній Америці. Тип і єдиний вид, C. ciscoensis, був названий у 2022 році Брайаном М. Девісом та його колегами, і був знайдений у кар'єрі ссавців Cisco у штаті Юта. Родова назва тварини — на честь Річарда Сіфеллі, що поєднується з грецьким словом «lestes», що означає злодій. Конкретна назва відноситься до міста-привида Сіско, штат Юта, неподалік від місця, де було знайдено голотип. Рід відомий за двома екземплярами, OMNH 80538 і 69352. Ці екземпляри являють собою правий і лівий фрагменти черепа відповідно, обидва зберігають часткове піднебіння, морду та зубний ряд після ікла.